# Pauta FM
Pauta FM es una estación radial chilena, ubicada en el 100.5 MHz del dial frecuencia modulada de Santiago de Chile. De propiedad legal de Pauta SpA, empresa filial de Cámara Chilena de la Construcción, inició su programación el 26 de marzo de 2018, reemplazando en Santiago a Paula FM, de propiedad del Grupo Dial. También transmite en Antofagasta, Gran Valparaíso y Temuco con su red de repetidoras y vía Internet en el resto del país y en todo el mundo.
Pauta FM es parte del holding multimedial de Pauta, que contiene también un diario digital (www.pauta.cl), un canal de televisión vía streaming y redes sociales.

## Equipo
El director editorial es el periodista Alejandro Repenning López.
Parte del equipo de locutores son Constanza Santa María, Carolina de Moras, Jorge "Coke" Hevia, Fernando Tapia, José Luis Villanueva, Constanza López, Sebastián Aguirre, Verónica Schmidt, Amaro Gómez-Pablos, Cristián Warnken, entre otros.